# Ria Wordel

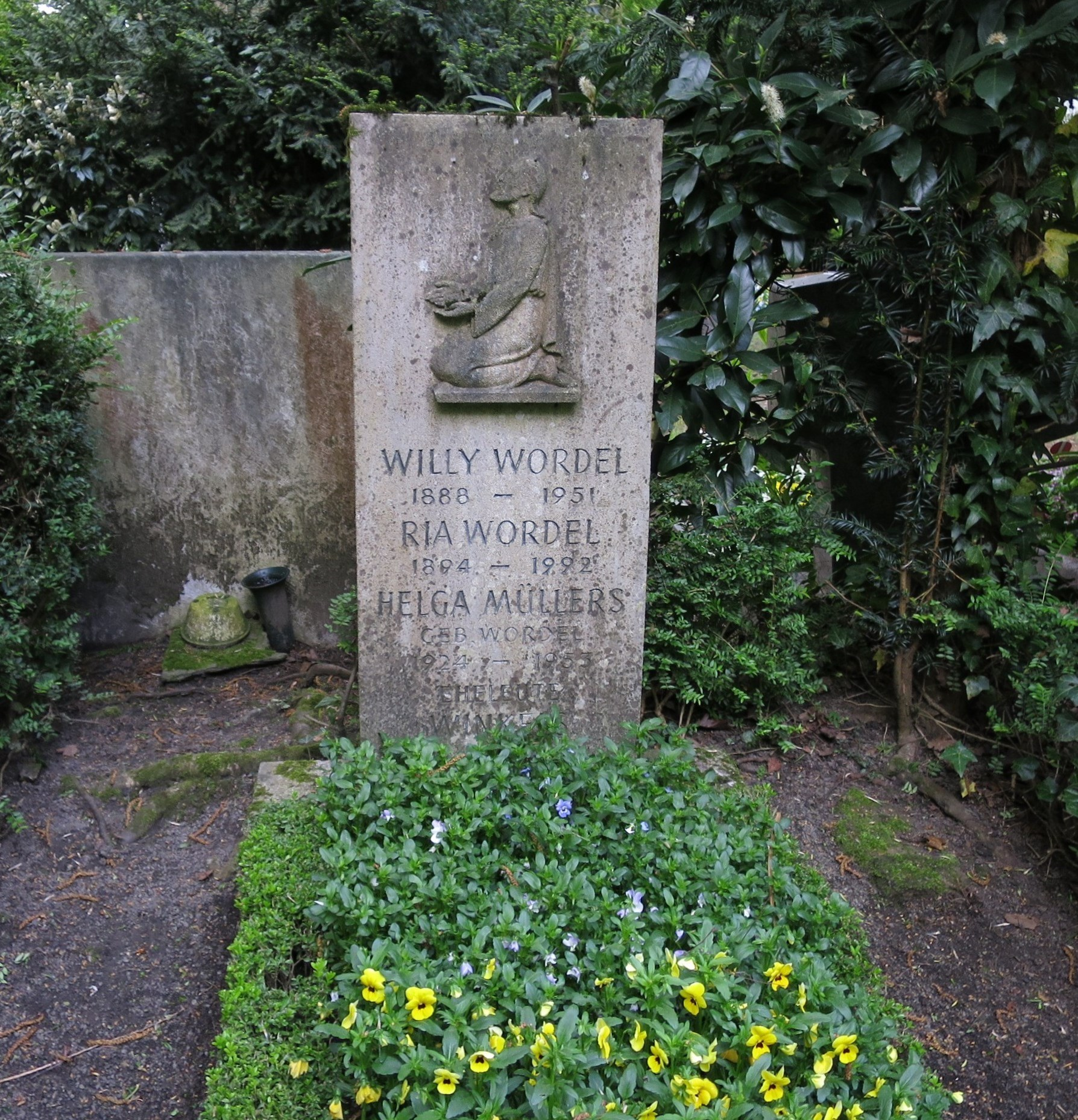
Grab der Familie Wordel

Ria Wordel (geboren 21. Mai 1894 in Neuss als Maria Winkels; gestorben 2. Februar 1992 in Köln) war eine kölsche Mundartautorin.

## Leben
Ria Wordel ist hauptsächlich für ihre Übertragungen vieler Psalmen ins Kölsche bekannt: Die Psalmen op Kölsch („Psalmen auf Kölsch“), darunter Verdrauen en dr Nut, Enjeständnis un Freud, Joddes Jereech, Vör Joddes Ahnjeseech und andere (in zwei Bänden, 50 + 35). Sie war beruflich als Lehrerin für die Fächer Haushaltskunde, Turnen und Schwimmen tätig und lebte in ihren letzten Jahren im Altenheim St. Heribert in Köln-Deutz, wo sie auch im Alter von 97 Jahren starb.
Ihre Grabstätte befindet sich auf dem Kölner Melaten-Friedhof (Lit. D, zwischen Lit. V+W).

## Werke (Auswahl)
- Psalmen op Kölsch, 2 Bände (Greven Verlag, Köln)
- Allerhands vun allerhands Deere. Ov künnten dat och Minsche sin?! Greven Verlag, Köln, 1978, Geschichten in kölscher Mundart über Tiere: Himmlische Jedold. Et Heimermüsje. Hunnigleckerei. Stumm Bedde. Su sin Mütter. Nur en klein Muus. De Spenn. Dä fiese Quallmann un et flotte Flitzje. Möscheljeloijk. Nur en klein Muus u. a. Mit Holzschnitten von Conrad Gessner (1516–1565) aus der Historia Animalium.
- Beitrag in: Heribert Klar: Kölsche Schrieve. Neue Kölner Mundartdichtungen. Köln. Greven Verlag, 1977 (Autoren: Jean Jenniches, Ria Wordel, Elisabeth Schmitz-Christen, Ann Richarz, Jupp Blank, Franziska Trier, Philipp Jansen, Heinz Weber, Cilli Martin, Jakob Merzenich, Will Albers, Christina Block, Hans Brodesser, Gustav Wodarczyk und Heribert Klar)

## Zitat
„Lovvt drHär … Alles, wat Oodem hät, solldat metmaache“

- Ernst Zarges in der Datenbank Find a Grave, abgerufen am 1. Mai 2018.  Teil des Psalm 133 als Grabinschrift.